# Barbro Hegrelius-Jonsson
Barbro Margareta Hegrelius Jonsson, född 27 februari 1943 i Gävle, är en svensk jurist.
Barbro Hegrelius-Jonson blev juris kandidat vid Uppsala universitet 1967 och genomförde därefter tingstjänstgöring i Uppsala, blev fiskal i Hovrätten för Nedre Norrland 1971, assessor 1976 och utnämndes till hovrättsråd 1981. Hon var därefter vice ordförande i Kammarrätten i Sundsvall och blev hovrättslagman i Hovrätten för Nedre Norrland 1990. Hon utnämndes av regeringen den 18 december 1997 till hovrättspresident i Hovrätten för Nedre Norrland. Hon tillträdde som hovrättspresident 1998 och gick i pension 2008.
Hegrelius-Jonsson har utöver domarkarriären varit sekreterare i förmögenhetsbrottsutredningen 1976–1983, ordförande i godtrosförvärvsutredningen 1993–1995 och expert i hovrättsprocessutredningen.